# Маккиннон, Кайли
Ка́йли Макки́ннон (англ. Kiley McKinnon; род. 1 сентября 1995) —  американская фристайлистка, специализирующаяся в лыжной акробатике. Призёр чемпионата мира, обладательница малого хрустального глобуса в зачёте акробатики.

## Карьера
Профессиональную карьеру Маккиннон начала в пятнадцатилетнем возрасте, когда выступила на чемпионате США по лыжной акробатике и заняла на нём пятое место. Зимой 2011 года уже на втором старте в рамках североамериканского кубка одержала победу. Это позволило ей в январе 2012 года выступить на этапе Кубка мира в Лейк-Плесиде, где Кайли заняла 14 и 15 места в двух стартах.
Несмотря на посредственные результаты в Кубке мира Маккинон выиграла общий зачёт кубка Северной Америки и стала бронзовым призёром юниорского чемпионата мира, который прошёл в Вальмаленко.
В сезоне 2012/13 американка несколько раз попадала в десятку лучших Кубка мира, в том числе стала пятой на предолимпийском этапе в Сочи. Маккинон была кандидатов в олимпийскую сборную США, но из-за травмы плеча пропустила весь олимпийский сезон.
В постолимпийском сезоне Кайли пять раз попадала на подиум Кубка мира, но при этом не одерживала побед. Стабильно высокие результаты позволили ей выиграть общий зачёт лыжной акробатики по итогам сезона. Помио малого хрустального глобуса американка завоевала серебро на чемпионате мира в австрийском Крайшберге, уступив менее балла австралийке Лоре Пил.